# Élections législatives islandaises de 1933
Les élections législatives islandaises de 1933 ont lieu le 16 juillet 1933. Le Parti de l'indépendance arrive en tête du scrutin avec 13 sièges au Parlement.

## Résultats
| Partis                   | Partis                         | Voix     | %     | +/−   | Sièges par chambre | Sièges par chambre | Sièges par chambre | Sièges par chambre |
| Partis                   | Partis                         | Voix     | %     | +/−   | Basse              | +/−                | Haute              | +/−                |
| ------------------------ | ------------------------------ | -------- | ----- | ----- | ------------------ | ------------------ | ------------------ | ------------------ |
|                          | Parti de l'indépendance (D)    | 17 131,5 | 48,01 | 4,19  | 13                 | 4                  | 7                  | 1                  |
|                          | Parti du progrès (B)           | 8 530,5  | 23,91 | 12,01 | 11                 | 5                  | 5                  | 2                  |
|                          | Parti social-démocrate (A)     | 6 864,5  | 19,24 | 3,16  | 4                  | 1                  | 1                  | en stagnation      |
|                          | Parti communiste d'Islande (K) | 2 673,5  | 7,49  | 4,47  | 0                  | en stagnation      | 0                  | en stagnation      |
|                          | Indépendants                   | 480      | 1,35  | 0,19  | 0                  | en stagnation      | 1                  | 1                  |
|                          |                                |          |       |       |                    |                    |                    |                    |
| Votes valides            | Votes valides                  | 35 680   | 97,03 |       |                    |                    |                    |                    |
| Votes blancs et nuls     | Votes blancs et nuls           | 1 091    | 2,97  |       |                    |                    |                    |                    |
| Total                    | Total                          | 36 771   | 100   | –     | 28                 | en stagnation      | 14                 | en stagnation      |
| Abstentions              | Abstentions                    | 16 556   | 31,05 |       |                    |                    |                    |                    |
| Inscrits / participation | Inscrits / participation       | 53 327   | 68,95 |       |                    |                    |                    |                    |